# WD-40 (groupe)
WD-40 est un groupe de musique rock-country-punk originaire de Ville de Saguenay, formé à Montréal, composé d'Alex Jones (voix, textes et basse), d'Étienne "Jean-Loup Lebrun" Carrier (guitares) et de Hugo Lachance (percussions). Le groupe a su se tailler une place importante dans la culture underground du Québec.

## Historique
Alex Jones (né Alexandre Carrier) et son frère Étienne Carrier arrivent à Montréal en provenance de Chicoutimi leur ville natale en 1992.
Alex Jones fonde les groupes 84-78 et Raymond Sauvage « qui ont floppé tous les deux »
WD-40 est formé en 1993 d'Alex Jones (basse), Hugo Potvin (voix) et Bertrand Boisvert† (guitare). Premier démo éponyme en 1993.
Étienne Carrier rejoint son frère et le groupe sort son premier démo indépendant Le calvaire d'un cow-boy en 1994 suivi de Né pour être sauvage en 1995 les deux en format cassette.
Julien Livernois (batterie) se joint à la formation et groupe lance Hors Série! un premier EP en 1996 à la suite d'une session d'enregistrement remportée lors du festival Polliwog.
En octobre 1997, sortie du split Soudain... Les monstres!!! avec WD-40, Caféïne et les Bodums et Les G.G.G.
WD-40 fera sa première de sept prestations aux FrancoFolies de Montréal le 6 août 1997 au Spectrum de Montréal.
Le premier album du groupe Crampe en masse voit le jour en 1998 sous étiquette Ozone. Le lancement a eu lieu le 8 juin 1998 au Lion d'or à Montréal.
Suivra la parution de l'album Aux frontières de l'asphalte en 1999 sous l'étiquette La tribu/DEP et de Fantastik Strapagosse en 2001 toujours sous l'étiquette La Tribu/DEP.
Après un hiatus de cinq ans et l'arrivée de Michel Dufour à la batterie WD-40 lance sa première compilation Anthologie 95-00 en février 2006 sur leur propre label Productions Papa Richard/Outside.
Quelques mois plus tard, le groupe effectue un retour avec l'album Saint-Panache en septembre 2006 réalisé par Éric Goulet toujours sur l'étiquette Productions Papa Richard/Outside. La chanteuse Marjo chante en duo avec Alex Jones sur la chanson Saint-Panache.
Hugo Lachance joint à la formation en tant que batteur.
Parution du documentaire Né pour être sauvage : L'histoire trouble de WD-40 en 2009, réalisé par Pierre-Alexandre Bouchard, produit par La Guérilla et Productions Papa Richard distribué par Big Fat Truck. Le documentaire sera présenté en primeur au FrancoFolies de Montréal.
En 2011, WD-40 joue son propre rôle dans le long métrage La Vérité réalisé par Marc Bisaillon. Éric Goulet (guitare) participe aussi au tournage.
Après cette période faste, le groupe entre dans une phase d'hibernation où il se produit quelquefois en spectacle sans projets concrets pour le futur « Les choses stagnaient depuis notre dernière participation aux Francofolies de Montréal en 2010. Nous avons fait des concerts de temps à autre mais nous n’étions investis dans aucun projet précis. C’était un boutte ben plate. » Hugo Lachance.
En décembre 2015, le groupe lance le vidéoclip D'aussi loin réalisé par Alex Jones et Claude Grégoire. Patrick Mainville (guitare) vient appuyer la formation temporairement.
En mars 2016, WD-40 lance une campagne de socio-financement 40 jours de financement pour un nouvel album de WD-40 via la plateforme Kickstarter et dépasse son objectif de 4 000 $ en un peu plus de 48 heures pour finalement amasser 10 000 $.
En mai 2017, WD-40 joue son propre rôle pour une deuxième fois au cinéma dans le long métrage La disparition des lucioles de Sébastien Pilote.
L'album La nuit juste après le déluge... est lancé le 15 septembre 2017 à Jonquière,.et le 20 octobre à Montréal.
Durant la pandémie de 2020, le groupe développe, entre le mois de mai et juin, un spectacle préenregistré nommé 6' (Six pieds) il sera diffusé pour la première fois le 9 juillet 2020 sur la plateforme isoloir.ca,
En août 2023 le groupe sort la compilation Nos plus grandes chansons en format vinyle. Tirage original à 50 copies vendues exclusivement au festival Le culte de Port-Alfred le 5 août 2023. Les disques sont gravés et non pressés. Un dessin original du vidéoclip La forêt est inséré dans chaque pochette.

## Membres

### Actif
- Alex Jones : Basse, voix, textes
- Étienne "Jean-Loup Lebrun" Carrier : Guitares
- Hugo Lachance : Batterie
- Pat Mainville (présences occasionnelles) : Guitare

### Anciens membres
- Michel Dufour : Batterie
- Éric Goulet : Guitares, voix, réalisation.

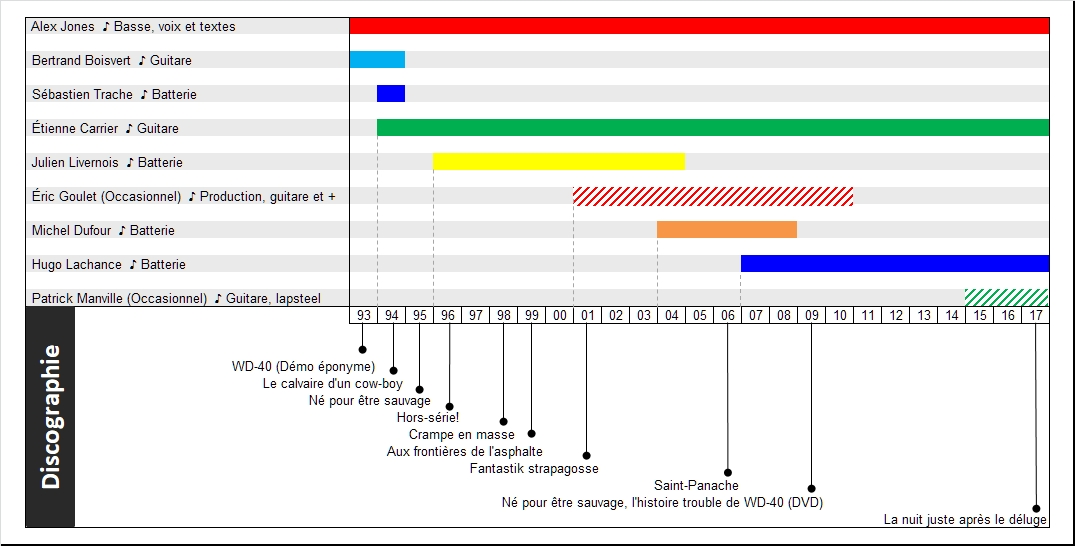
Chronologie des membres du groupe WD-40

- Julien Livernois : Batterie
- Jocelyn Cano : Voix et batterie.
- Bertrand Boisvert † : Guitare
- Sébastien Trache : Batterie Chronologie des membres du groupe WD-40

## Discographie
- WD-40 (Démo éponyme), 1993.
- Le calvaire d'un cow-boy (Démo), 1994.
- Né pour être sauvage (Démo), 1995.
- Hors-série ! (EP), 1996.
- Crampe en masse, 1998.
- Aux frontières de l'asphalte, 1999.
- Fantastik Strapagosse, 2001.
- Saint-Panache, 2006.
- La nuit juste après le déluge..., 2017.

### Compilations
- Sauvages Québécois en concert, (1996).
- Polliwog Live No3, (1999).
- Viva Béru, (1999).
- Anthologie 95-00 (Compilation), 2005.
- Le bas de noël (Compilation), 2013.
- Nos plus grandes chansons, 2023.

### Album collaboratif
- Soudain... Les monstres!!!, 1997, avec WD-40, Caféïne et les Bodums et Les G.G.G. (Cassette).

## Documentaire

### Né pour être sauvage, l'histoire trouble de WD-40, 2009 (DVD)
La Guérilla et Productions Papa Richard/Big Fat Truck, BFTDVD1839.
Lors d’une tournée qui n’en finit plus de dégénérer, les frères Alexandre Jones-Carrier et Étienne Carrier, membres fondateurs du groupe WD-40, font le point sur leurs carrières et se questionnent à propos de leur avenir dans le monde musical. Voici l’histoire de deux brutes sensibles et attachantes qui se livrent sans retenue à la caméra en dépeignant leur vie, très instable, de musiciens. Une épopée rythmée par Pierre Alexandre Bouchard, qui a suivi le groupe culte jusque dans les profondeurs de l’univers musical québécois.
Un film de Pierre-Alexandre Bouchard.
Produit par La Guérilla et Papa Richard.
Distribué par Big Fat Truck
Financé par Musicaction Canada.
Avec Alex Jones et Étienne Carrier, Julien Livernois, Olivier Langevin et Mara Tremblay.

## Albums

### WD-40 (démo éponyme), 1993
Premier démo sorti en format cassette.
Alex Jones : Basse, voix et textes.
Bertrand Boisvert† : Guitare.
Banchon : Batterie clavier
Rémi : Batterie électronique.
| A1 | 7e ciel                                 |
| A2 | À jamais pour toujours                  |
| A3 | Tasse toé donc de dans l’chemin         |
| A4 | Méchant loup                            |
| A5 | Mouche à marde                          |
| B1 | Tu me donnes le goût d’être méchant     |
| B2 | Un samedi soir gros lendemain de brosse |
| B3 | Ténèbres bruns                          |
| B4 | Tristesse                               |
| B5 | Je me brasse la poche                   |

### Le calvaire d'un cow-boy (Démo), 1994.
Second démo sorti en format cassette.
Alex Jones : Basse, voix et textes
Étienne Carrier : Guitare
Bertrand Boisvert† : Guitare
Sébastien Trache : Batterie
Enregistrement : Jean-Marc Olivier
| 1  | Mouche à marde                          |
| 2  | Septième ciel                           |
| 3  | Instrumentale                           |
| 4  | Tasse toé donc de dans l'chemin         |
| 5  | Méchant loup                            |
| 6  | Tu me donnes le goût d'être méchant     |
| 7  | J'me brasse la poche                    |
| 8  | Caisse de 12                            |
| 9  | Je veux vivre dans la forêt             |
| 10 | Un samedi soir gros lendemain de brosse |
| 11 | Tristesse                               |

### Né pour être sauvage (Démo), 1995.
Troisième démo sorti en format cassette.
Alex Jones : Basse, voix et textes.
Étienne Carrier : Guitare.
Jocelyn Cano : Batterie.
| 1  | Zombie                                        |
| 2  | Un char (Criss que j'ai le goût de m'acheter) |
| 3  | Caroline                                      |
| 4  | Je veux vivre dans la forêt                   |
| 5  | On the road again                             |
| 6  | Né pour être sauvage                          |
| 7  | Distribution aux consommateurs                |
| 8  | Les parapluies de Sherbrooke                  |
| 9  | Mouche à marde                                |
| 10 | Y'en aura pas de petite culotte               |

### Hors-série!, 1996.
Alex Jones : Basse, voix et textes
Étienne Carrier : Guitare
Julien Livernois : Batterie
Jocelyn Cano : Voix d'introduction sur Y'en aura pas de petite culotte.
Enregistré et mixé par M.A. Thibert au Studio Picolo.
Mastering par Stéfan Figiel au Studio Numérix.
Produit par WD-40
Conception infographique : C.G. Laliberté.
| 1 | Enfant de chienne                          |
| 2 | Septième ciel                              |
| 3 | Tu me donnes le goût d'être méchant        |
| 4 | Y'en aura pas de petite culotte            |
| 5 | Tasse-toi donc de dans l'chemin            |
| 6 | À jamais pour toujours, avec toi mon amour |

### Crampe en masse, 1998.
Ozone, WDCD002.
Alex Jones : Basse, voix et textes
Étienne Carrier : Guitare
Julien Livernois : Batterie
Jean-Robert Bisaillon : Orgue
Enregistré au studio Plante-Verte durant l'été indien de 1997 par Marc-André Thibert sauf les pistes 9 et 18 enregistrées au Studio Picolo en 1996.
Illustration du logo : Alex Jones
| 1  | Intro monstrueuse                       |
| 2  | Quand le yâble me pogne                 |
| 3  | Caroline                                |
| 4  | Le monde entier me tombe sur les nerfs  |
| 5  | Là où les chiens jappent du trou de cul |
| 6  | Intermède avec Marcel dans la brume     |
| 7  | Né pour être sauvage                    |
| 8  | Jusqu'au bout                           |
| 9  | Enfant de chienne                       |
| 10 | Gosse de beu                            |
| 11 | Intermède bobette sale                  |
| 12 | Tendre et doux                          |
| 13 | Sombre était la nuit                    |
| 14 | Bête du lac                             |
| 15 | Un samedi soir gros lendemain de brosse |
| 16 | Elle avait les boules basses            |
| 17 | Intermède grosse mama                   |
| 18 | À jamais pour toujours                  |
| 19 | Zombie                                  |
| 20 | On the road again                       |

### Aux frontières de l'asphalte, 1999.
La Tribu/DEP, TRIB21213 (CD) et TRIB41213 (Cassette).
Alex Jones : Basse, voix et textes
Étienne Carrier : Guitare, voix.
Julien Livernois : Batterie, voix.
Éric Goulet : Harmonica, claviers, guitare, voix, arrangements et production.
Pierre Girard : Mastering, mixage et enregistrement.
La Compagnie Larivée Cabot Champagne : Producteurs exécutifs.
Michel Faubert : Violons pistes 5 et 13.
Ève Cournoyer : Voix piste 11.
Danielle Bérard : Photographie
Enregistré et mixé au Studio St-Vincent 10-15 septembre 1999.
| 1  | Aux frontières de l'asphalte                  |
| 2  | Café chrétien                                 |
| 3  | Les camions                                   |
| 4  | Tout pour le rock                             |
| 5  | Souvenirs d'Amos                              |
| 6  | Mouche à marde                                |
| 7  | Du diesel sur le prélart                      |
| 8  | Je veux vivre dans la forêt                   |
| 9  | 42 $ par jour                                 |
| 10 | Jour de paye                                  |
| 11 | Mauvaise vie                                  |
| 12 | Un char (crisse que j'ai l'goût de m'acheter) |
| 13 | Fais de moi un cowboy                         |

### Fantastik Strapagosse, 2001.
La Tribu/DEP, TRIB21285.
Alex Jones : Basse, voix et textes
Étienne Carrier : Guitare, voix.
Julien Livernois : Batterie, voix.
Éric Goulet : Guitare, voix, piano, réalisation, enregistrement et mixage.
Mara Tremblay : Violons et voix.
Duane Ericsson : Slide guitare.
Illustration : Alex Jones
Enregistré dans le sous-sol d'un bungalow Lavallois.
| 1  | Vivre au-dessus de ses moyens            |
| 2  | Mourir la face dans slush                |
| 3  | Je reviens de l'est                      |
| 4  | Intermède salami hongrois                |
| 5  | Immortel 1re partie                      |
| 6  | Gramme de mort                           |
| 7  | Les parapluies de Sherbrooke             |
| 8  | Fantastik strapagosse                    |
| 9  | Intermède location turbo                 |
| 10 | Frankenstein amazone brittel             |
| 11 | Immortel 2e partie                       |
| 12 | Angoisse et mal de ventre                |
| 13 | Caisse de douze                          |
| 14 | Chérie tu fourres mieux quand t'es stone |
| 15 | Monotonie chromatique                    |
| 16 | Nocturne évasion                         |

### Saint-Panache, 2006.
Productions Papa Richard/Outside, PPRCD 02
Alex Jones : Voix, basse, paroles, effets spéciaux.
Étienne Carrier : Guitares.
Michel Dufour : Percussions, voix, et guitares.
Eric Goulet : Réalisation, voix et multi-instrumentiste.
Marjo : Voix sur Saint-Panache.
Corinne Montpetit : Voix sur Les précipices
Isabeau Bousquet Desgroseiller : Voix sur Les précipices.
Marie-Soleil Bélanger : Violon sur pistes : 3, 4 & 9
Ghislain-Luc Lavigne : Prise de son et mixage.
Vincent Blain : Assistant
Jean-Pierre Riverin Dauphinais : Photographies.
Hugo Lachance : Graphisme.
nregistré au studio Vox en mai 2006 et au Studio Piccolo en août 2006.
Sauf Te souviens-tu Jean-loup, enregistré en mai 2005 au local 307 du studio Symphonique avec Michel Dufour et Alex Jones.
| 1  | Les précipices                         |
| 2  | Et les chiens hurlèrent jusqu'à l'aube |
| 3  | Saint-Panache                          |
| 4  | Ma dépendance                          |
| 5  | Bronco Billy                           |
| 6  | À l'auberge du cheval qui boit         |
| 7  | L'envie de vouloir                     |
| 8  | Bing pawf pis salut                    |
| 9  | Tous les animaux sont mes amis         |
| 10 | La ville m'en veut                     |
| 11 | La fin du monde                        |
| 12 | Te souviens-tu Jean-Loup               |
| 13 | Au bar-salon des mal-aimés             |

### La nuit juste après le déluge..., 2017.
Productions Papa Richard/PPRCD 03
Alex Jones : Voix, paroles, basse et harmonica
Étienne Carrier alias Jean-Loup Lebrun : Guitares & banjo
Hugo Lachance : Percussions
Pat Mainville : Lapsteel et guitare (pistes 8 et 9)
Réalisé par WD-40 et financé par le public.
Prise de son Mingo et Maxime Philippe (pistes 1, 2, 5, 6 et 10)
Enregistré live au Studio Sophronik et Chez Mingo, Montréal.
Mixage : Mingo
Matriçage : JP Villemure
Crédits photo : Jay Kerney, Guillaume Bell et Blacky
Graphisme : Hugo Lachance et Thierry Séguin
Illustration : Hugo Lachance
| 1  | Le déluge...         |
| 2  | La mer des tourments |
| 3  | La forêt             |
| 4  | Quand dans la nuit   |
| 5  | L'enfer est intime   |
| 6  | De passage           |
| 7  | Besoin de personne   |
| 8  | D'aussi loin         |
| 9  | Ton corps qui brûle  |
| 10 | Winnebago            |

## Compilations

### Anthologie 95-00, 2005.
Compilation et refonte des classiques de WD-40 de 1995 à 2000, Productions papa Richard/Outside, PPRCD 01.
Alex Jones : Basse, voix, paroles, effets spéciaux.
Étienne Carrier : Guitares, voix.
Julien Livernois :Percussions, voix (Chansons 8 à 19).
Michel Dufour : Percussions, voix (Chansons 1 à 7)
Éric Goulet : Réalisation, guitares additionnelles, voix synthétiseurs (Chansons 1 à 7)
Jean-Robert Bisaillon : Éditeur (Chansons 6 à 17), Hammond Bransons (Chansons : 14 à 16).
Jocelyn Cano : Voix sur "Y'en aura pas de p'tites culottes".
Hugo Lachance : Graphisme
| 1  | Intro 1                                 |
| 2  | Tristesse                               |
| 3  | Tout pour le rock                       |
| 4  | Le monde entier me tombe sur les nerfs  |
| 5  | Gramme de mort                          |
| 6  | Femme tout nue                          |
| 7  | Intro 2                                 |
| 8  | À jamais pour toujours                  |
| 9  | Enfant de chienne                       |
| 10 | Y'en aura pas de petite culotte         |
| 11 | Gosse de beu                            |
| 12 | Un samedi soir gros lendemain de brosse |
| 13 | Caroline                                |
| 14 | Là où les chiens jappent du trou de cul |
| 15 | Tendre et doux                          |
| 16 | Né pour être sauvage                    |
| 17 | Zombie                                  |
| 18 | Bête du lac                             |
| 19 | Tu me donnes le goût d'être méchant     |

### Le bas de noël, 2013 (Compilation, format numérique).
| 1 | Page-moé                        |
| 2 | Salut à toi                     |
| 3 | Caisse de 12                    |
| 4 | Y'en aura pas de petite culotte |
| 5 | Passages                        |
| 6 | Né pour être sauvage            |
| 7 | Immortel                        |

- Julien Livernois : Batterie (Pistes : 1 à 4)
- Hugo Lachance : Batterie (Pistes: 5 à 7)
- Étienne "Jean-Loup Lebrun" Carrier : Guitare
- Alex Jones : Basse, voix, textes.
- Guyaume Robitaille : Enregistrement et mixage (Pistes : 6 et 7)

Le Bas de Noël est une compilation en format numérique uniquement qui regroupe des performances en concert, des reprises et démos inédits.
1- "Page-Moé", adaptation de Blondie. Compilation Disco-Alterno, 1999, Kafka/MPV.
2- "Salut à toi", adaptation de Bérurier Noir. Compilation Viva Béru, Indica, 1999.
3-4 "Caisse de 12" et "Y'En Aura Pas De Petite Culotte", Live Polliwog 1998.
5- "Passages" Version Démo 2011.
6-7 "Né pour être sauvage" et "Immortel", Live Deplogue, Quai des brumes, Montreal, novembre 2013. (Enregistré et mixé par Guyaume Robitaille sur une seule piste. Son de salle par Olivier Ouimet).

### Nos plus grandes chansons, 2023
| A1  | Né pour être sauvage                   |
| A2  | Y'en Aura Pas de P'tites Culotes       |
| A3  | Te souviens-tu Jean-Loup               |
| A4  | Enfant de Chienne                      |
| A5  | La mer des tourments                   |
| B6  | Quand Dans la Nuit                     |
| B7  | La forêt                               |
| B8  | Du diésel sur le prélart               |
| B9  | Et les chiens hurlèrent jusqu'à l'aube |
| B10 | Mouche à marde                         |

Version PPRV01 Paru en août 2023. La pochette comporte plusieurs erreurs. Le code est
"Ce disque vinyle est le fruit d’une fraternelle collaboration entre le festival Le culte de Port-Alfred et WD-40. Ces derniers n’avaient à ce jour aucun album en 33 tours, il était temps de remédier à cette situation. De plus, chaque vinyle a été gravé individuellement et écouté en temps réel au cœur du quartier italien à La Baie. Qui de mieux placé qu’un festival du culte de Port-Alfred pour célébrer un groupe culte de Chicoutimi? Personne. Tout pour le rock et vive le Saguenay libre!"
Version PPRLP01 Paru en décembre 2023. Il s'agit de la version officielle. Les informations sur la pochette ont été mises à jour. Il existe plus ou moins 150 vinyles transparents et 150 vinyles noirs.

### credits
Sortie 5 août, 2023
Textes, Basse, Voix – Alex Jones
Guitares – Étienne Carrier
Percussions – Julien Livernois (tracks: A2, A4),
Percussions - Michel Dufour (tracks: A1, A3, B9)
Percussions, Voix – Hugo Lachance (tracks: A5, B6, B7, B8, B10)
Guitare – Patrick Mainville (tracks: B8, B10)
Guitare– Éric Goulet (tracks: A3, B9)
Voix intro – Jocelyn Cano (tracks: A2)
Matricage : JP Villemure
Albums sources :
WDCD-001 (1996) Hors-Série! (A2)
WDCD002 (1998) Crampe en masse (A1)
PPRCD 02 (2006) Saint-Panache (A3,)
PPRCD 03 (2017) La nuit juste après le déluge... (A5, B6, B7)
LIVE WEB (2020) 6’ (Six pieds) (B8, B10) (Enregistré en toute sanité le 2 juin 2020 au Musicopratik de Verdun)
© 2023 Productions Papa Richard, Tous droits réservés. Conception visuelle : Hugo Lachance et Alex Jones. Photo : Hugo Lachance

## Album collaboratif

### Et soudain... Les monstres!!! 1997, Avec WD-40, Caféïne et les Bodums, et Les G.G.G. (cassette).
| A1 | Caféïne Et Les Bodums | Moi et les monstres                        |
| A2 | WD-40                 | Bête du lac                                |
| A3 | G.G.G                 | Du rock pour satan                         |
| A4 | Caféïne Et Les Bodums | Pistolet dans mon veston                   |
| A5 | G.G.G                 | Cœur dépotoir                              |
| A6 | WD-40                 | Elle avait les boules basses               |
| A7 | G.G.G                 | Où trouver l'amour ?                       |
| B1 | WD-40                 | Quand le yâble me pogne                    |
| B2 | Caféïne Et Les Bodums | La dame en bleu                            |
| B3 | G.G.G                 | Boîte de nuit                              |
| B4 | WD-40                 | Le monde entier me tombe sur les nerfs     |
| B5 | G.G.G                 | Mongols à batterie                         |
| B6 | Caféïne Et Les Bodums | Vieux vicieux de gros jaloux de loup garou |
| B7 | WD-40                 | Femme tou'nue                              |

## Spectacle 6' (Six pieds)
6’ (Six pieds) est un spectacle en deux parties.
Première partie : 6’1 (Six pieds un)
Neuf chansons enregistrées chacun chez-soi et montées en un show de trente minutes.
Deuxième partie : 6’2 (Six pieds deux)
Performance de neufs chansons captées au Musicopratik de Verdun le 2 juin 2020.
6' (six pieds) est spectacle conçu et enregistré en mai et juin 2020 durant la pandémie du COVID-19. Le titre du spectacle vient de la mesure de la distanciation physique en anglais. 18 chansons qui couvrent l’ensemble des albums du groupe en un show de plus d’une heure. Dans la première partie du spectacle (6’1) on retrouve les membres du groupe qui performent chez-eux. Une nouvelle chanson, une adaptation de Route 66, a été créée spécialement pour le projet. Dans la seconde partie (6’2) on se transporte dans la grande salle de répétition du Musicopratik de Verdun pour assister à une performance endiablée de 30 minutes. Le projet 6’ (Six pieds) est entièrement auto-produit. La réalisation et le montage est assurée par Hugo LACHANCE batteur de la formation. Le spectacle a été diffusé en première su rla plateforme isoloir.ca

### Liste des chansons
6’1 (Six pieds un)
- La mer des tourments (La nuit juste après le déluge.... 2017)
- Jour de paye (Aux frontières de l’asphalte, 1999)
- Et les chiens hurlèrent jusqu’à l’aube (Saint-Panache, 2006)
- Là où les chiens jappent du trou d’cul (Crampe en masse, 1998)
- Ton corps qui brûle (La nuit juste après le déluge.... 2017)
- Route 170 (Inédit)
- Je veux vivre dans la forêt (Aux frontières de l’asphalte, 1999)
- Né pour être sauvage (Crampe en masse, 1998)
- Te souviens-tu Jean-Loup? (Saint-Panache, 2006)

6’2 (Six pieds deux)
- Le déluge (La nuit juste après le déluge.... 2017)
- Enfant de chienne (Crampe en masse, 1998)
- Café chrétien (Aux frontières de l’asphalte, 1999)
- La forêt (La nuit juste après le déluge.... 2017)
- Fantastik Strapagosse (Fantastik Strapagosse, 2001)
- Souvenirs d’Amos (Aux frontières de l’asphalte, 1999)
- Du diesel sur le prélart (Aux frontières de l'asphalte, 1999)
- Mouche a marde (Aux frontières de l’asphalte, 1999)
- Tout pour le rock (Aux frontières de l’asphalte, 1999).

## Vidéoclips
- Quand dans la nuit, 2020
- Besoin de personne, 2019
- La forêt, 2018.
- La mer des tourments, 2017.
- D'aussi loin, 2015.
- Te souviens-tu Jean-Loup, 2006.
- Tous les animaux sont mes amis, 2006.
- Je reviens de l'est, 2001.
- Tout pour le rock, circa 1999.
- Les camions, 1999.
- Quand le yâble me pogne, 1998.

## Récompenses
- MIMI's : Artiste populaire (2000)[1].
- MIMI's : Artiste rock'n roll (2001)[1].
- MIMI's : Nomination dans la catégorie Meilleure bête de scène (2001)[33].
- GAMIQ : Nomination pour le prix Meilleur album rock'n roll (2007)[34].
- ADISQ : Nomination catégorie Album de l'année - country au gala de l'ADISQ (2007)[35].
- GAMIQ : Gagnant du DVD de l'année pour Né pour être sauvage : L'histoire trouble de WD-40 (2010)[36].
- GAMIQ : Vidéoclip de l'année pour le vidéoclip La forêt (2018)[37].